# It Had to Be You: The Great American Songbook
It Had to Be You: The Great American Songbook è il ventesimo album di Rod Stewart, pubblicato nel 2002 dalla J Records.
È il primo di una serie di album che raccolgono alcuni classici del pop interpretati da Stewart.

## Tracce
1. You Go to My Head (John Fred Coots, Haven Gillespie) - 4:17
2. They Can't Take That Away from Me (George Gershwin, Ira Gershwin) - 3:25
3. The Way You Look Tonight (Dorothy Fields, Jerome Kern) - 3:49
4. It Had to Be You (Isham Jones, Gus Kahn) - 3:24
5. That Old Feeling (Lew Brown, Sammy Fain) - 2:54
6. These Foolish Things (Remind Me of You) (Harry Link, Holt Marvell, Jack Strachey) - 3:48
7. The Very Thought of You (Ray Noble) - 3:20
8. Moonglow (Eddie DeLange, Will Hudson, Irving Mills) - 3:32
9. I'll Be Seeing You (Sammy Fain, Irving Kahal) - 3:51
10. Ev'ry Time We Say Goodbye (Cole Porter) - 3:27
11. The Nearness of You (Hoagy Carmichael, Ned Washington) - 3:00
12. For All We Know (Coots, Sam M. Lewis) - 3:24
13. We'll Be Together Again (Carl Fischer, Frankie Laine) - 3:54
14. That's All (Alan Brandt, Bob Haymes) - 3:03